# Neosvojiva planina
Neosvojiva planina (njemački: Nordwand) je njemački film iz 2008., snimljen prema istinitom događaju iz 1936. kada su njemački planinari krenuli osvojiti zloglasni masiv Eiger.

## Radnja
Godina je 1936. i nacistička Njemačka priprema se za Olimpijske igre. Planinari iz cijele Europe, među njima i odlučni Toni Kurz i njegov prijatelj iz djetinjstva Andreas "Andi" Hinterstoisser, žele se uspeti na još neosvojen vrh Nordwand na masivu Eiger u Švicarskoj. Nagrade za osvojen vrh su zlatne medalje i velike počasti, pa novinari u svemu vide priliku za propagandne reportaže. Među njima je i Henry Arau, pronacistički orijentiran glavni urednik lista Berliner Zeitung, koji je otkrio da je u švicarskoj ekipi za osvajanje vrha i Luise Fellner, nekadašnja Kurzova školska kolegica i bivša djevojka. S Tonijem i Andijem uspinju se i Austrijanci Willy Angerer i Edi Rainer. U početku sve ide bez problema, ali to će se promijeniti s drastičnim pogoršanjem vremena kada se jedan od planinara ozljeđuje i tada počinje utrka s vremenom. 

## Uloge
- Benno Fürmann kao Toni Kurz
- Johanna Wokalek kao Luise Fellner
- Florian Lukas kao Andi Hinterstoisser
- Simon Schwarz kao Willy Angerer
- Georg Friedrich kao Edi Rainer
- Ulrich Tukur kao Henry Arau
- Erwin Steinhauer kao Emil Landauer
- Branko Samarovski kao Albert von Allmen
- Petra Morzé kao Elisabeth Landauer
- Hanspeter Müller kao Hans Schlunegger
- Peter Zumstein kao Adolf Rubi
- Martin Schick kao Christian Rubi
- Erni Mangold kao baka Kurz
- Johannes Thanheiser kao djed Kurz
- Arnd Schimkat kao vlasnik hotela
- Klaus Ofczarek kao voditelj redakcije
- Martin Brambach kao urednik Henze
- Peter Faerber kao Spiess
- Tobias Ofenbauer kao izvjestitelj
- Hartmut Scheyhing kao izvjestitelj
- Maximilian Pfnür kao čuvar
- Gerhard Greiner kao SS Mann Erlberger
- Hassan Athman kao glazbenik jazza
- Nero Pietra kao talijanski penjač
- Stefan Steurer kao talijanski penjač
- Mark Geisseler kao francuski penjač
- Matthias Roduner kao francuski penjač
- Traute Hoess kao Anna Fellner